# UEFA Champions League 1995-1996 (fase a gironi)

I calciatori della, futura vincitrice dell'edizione, festeggiano un gol ai durante la fase a gironi.

Questa voce raccoglie un approfondimento sulle gare della fase a gironi dell'edizione 1995-1996 della UEFA Champions League.

## Gruppo A
| Squadra           | P.ti | G | V | N | P | GF | GS | DR |
| ----------------- | ---- | - | - | - | - | -- | -- | -- |
| Panathīnaïkos     | 11   | 6 | 3 | 2 | 1 | 7  | 3  | +4 |
| Nantes-Atlantique | 9    | 6 | 2 | 3 | 1 | 8  | 6  | +2 |
| Porto             | 7    | 6 | 1 | 4 | 1 | 6  | 5  | +1 |
| Aalborg           | 4    | 6 | 1 | 1 | 4 | 5  | 12 | -7 |

### Prima giornata
| Nantes 13 settembre 1995, ore 20:30 CET | Nantes-Atlantique | 0 – 0 referto | Porto | Stadio della Beaujoire (16 873 spett.)\| Arbitro: \| Hans-Jürgen Weber \| |
| Arbitro:                                | Hans-Jürgen Weber |               |       |                                                                           |

| Arbitro: | Hellmut Krug |

|                        |           |              |
| Andersen 7’ Madsen 89’ | Marcatori | 42’ Warzycha |

### Seconda giornata
| Arbitro: | Vadzim Žuk |

|                                  |           |             |
| Geōrgiadīs 17’ Warzycha 30’, 46’ | Marcatori | 88’ N'Doram |

| Arbitro: | Leslie Mottram |

|                     |           |  |
| Rui Barros 41’, 62’ | Marcatori |  |

### Terza giornata
| Arbitro: | László Vágner |

|                                  |           |              |
| Ouédec 5’ Pedros 55’ Kosecki 74’ | Marcatori | 46’ Andersen |

| Arbitro: | Alfredo Trentalange |

|  |           |            |
|  | Marcatori | 40’ Markos |

### Quarta giornata
| Arbitro: | David Elleray |

|  |           |                      |
|  | Marcatori | 10’ Guyot 68’ Ouédec |

| Atene 1º novembre 1995, ore 20:30 CET | Panathīnaïkos | 0 – 0 referto | Porto | Olympiakó Stádio Spyros Louis (59 336 spett.)\| Arbitro: \| Guy Goethals \| |
| Arbitro:                              | Guy Goethals  |               |       |                                                                             |

### Quinta giornata
| Arbitro: | Václav Krondl |

|                             |           |  |
| Alexoudīs 1’ Geōrgiadīs 38’ | Marcatori |  |

| Arbitro: | Jaap Uilenberg |

|                            |           |                |
| Drulović 10’ Zé Carlos 56’ | Marcatori | 3’, 34’ Pedros |

### Sesta giornata
| Arbitro: | Ion Crăciunescu |

|                         |           |                  |
| Andersen 11’ Madsen 69’ | Marcatori | 63’, 75’ Emerson |

| Nantes 6 dicembre 1995, ore 20:30 CET | Nantes-Atlantique | 0 – 0 referto | Panathīnaïkos | Stadio della Beaujoire (30 000 spett.)\| Arbitro: \| Leif Sundell \| |
| Arbitro:                              | Leif Sundell      |               |               |                                                                      |

## Gruppo B
| Squadra        | P.ti | G | V | N | P | GF | GS | DR  |
| -------------- | ---- | - | - | - | - | -- | -- | --- |
| Spartak Mosca  | 18   | 6 | 6 | 0 | 0 | 15 | 4  | +11 |
| Legia Varsavia | 7    | 6 | 2 | 1 | 3 | 5  | 8  | -3  |
| Rosenborg      | 6    | 6 | 2 | 0 | 4 | 11 | 16 | -5  |
| Blackburn      | 4    | 6 | 1 | 1 | 4 | 5  | 8  | -3  |

### Prima giornata
| Arbitro: | Michel Piraux |

|  |           |           |
|  | Marcatori | 41’ Yuran |

| Arbitro: | Adrian Porumboiu |

|                           |           |                     |
| Pisz 65’, 74’ Staniek 69’ | Marcatori | 64’ (rig.) Jakobsen |

### Seconda giornata
| Arbitro: | Günter Benkö |

|                        |           |            |
| Løken 29’ Stensaas 86’ | Marcatori | 62’ Newell |

| Arbitro: | László Vágner |

|                                |           |             |
| Nikiforov 13’ (rig.) Yuran 52’ | Marcatori | 82’ Jóźwiak |

### Terza giornata
| Arbitro: | Anders Frisk |

|               |           |  |
| Podbrożny 26’ | Marcatori |  |

| Arbitro: | José María García-Aranda |

|                        |           |                                                |
| Løken 2’ Brattbakk 44’ | Marcatori | 58’ Alenitchev 67’ Nikiforov 76’, 83’ Kechinov |

### Quarta giornata
| Blackburn 1º novembre 1995, ore 20:30 CET | Blackburn | 0 – 0 referto | Legia Varsavia | Ewood Park (20 897 spett.)\| Arbitro: \| Urs Meier \| |
| Arbitro:                                  | Urs Meier |               |                |                                                       |

| Arbitro: | Václav Krondl |

|                                               |           |           |
| Šmarov 2’ Yuran 9’ Tsymbalar 19’ Tikhonov 80’ | Marcatori | 90’ Løken |

### Quinta giornata
| Arbitro: | Hans-Jürgen Weber |

|                                                  |           |  |
| Strand 17’ Brattbakk 45’ Jakobsen 63’ Heggem 88’ | Marcatori |  |

| Arbitro: | Pierluigi Pairetto |

|                                          |           |  |
| Alenitchev 28’ Nikiforov 47’ Mamedov 54’ | Marcatori |  |

### Sesta giornata
| Arbitro: | Didier Pauchard |

|                                         |           |             |
| Shearer 16’ (rig.) Newell 31’, 37’, 40’ | Marcatori | 30’ Iversen |

| Arbitro: | Les Mottram |

|  |           |             |
|  | Marcatori | 41’ Mamedov |

## Gruppo C
| Squadra           | P.ti | G | V | N | P | GF | GS | DR  |
| ----------------- | ---- | - | - | - | - | -- | -- | --- |
| Juventus          | 13   | 6 | 4 | 1 | 1 | 15 | 4  | +11 |
| Borussia Dortmund | 9    | 6 | 2 | 3 | 1 | 8  | 8  | 0   |
| Steaua Bucarest   | 6    | 6 | 1 | 3 | 2 | 2  | 5  | -3  |
| Rangers           | 3    | 6 | 0 | 3 | 3 | 6  | 14 | -8  |

### Prima giornata
| Arbitro: | Kurt Röthlisberger |

|           |           |                                      |
| Möller 1’ | Marcatori | 12’ Padovano 37’ Del Piero 69’ Conte |

| Arbitro: | Alain Sars |

|            |           |  |
| Prodan 85’ | Marcatori |  |

### Seconda giornata
| Arbitro: | Dermot Gallagher |

|                                          |           |  |
| Di Livio 35’ Del Piero 40’ Ravanelli 49’ | Marcatori |  |

| Arbitro: | Jaap Uilenberg |

|                        |           |                       |
| Gough 64’ Ferguson 73’ | Marcatori | 19’ Herrlich 68’ Kree |

### Terza giornata
| Arbitro: | Peter Mikkelsen |

|            |           |  |
| Ricken 58’ | Marcatori |  |

| Arbitro: | Vadzim Žuk |

|                                            |           |           |
| Ravanelli 15’, 76’ Conte 17’ Del Piero 23’ | Marcatori | 79’ Gough |

### Quarta giornata
| Arbitro: | Ahmet Çakar |

|  |           |                                                         |
|  | Marcatori | 16’ Del Piero 65’ Torricelli 88’ Ravanelli 90’ Marocchi |

| Bucarest 1º novembre 1995, ore 20:30 CET | Steaua Bucarest | 0 – 0 referto | Borussia Dortmund | Stadionul Steaua (10 253 spett.)\| Arbitro: \| Michel Piraux \| |
| Arbitro:                                 | Michel Piraux   |               |                   |                                                                 |

### Quinta giornata
| Arbitro: | Anders Frisk |

|               |           |                     |
| Del Piero 90’ | Marcatori | 29’ Zorc 65’ Ricken |

| Arbitro: | Nikolaj Levnikov |

|               |           |          |
| Gascoigne 33’ | Marcatori | 55’ Ilie |

### Sesta giornata
| Arbitro: | Manuel Díaz Vega |

|                       |           |                          |
| Möller 17’ Riedle 48’ | Marcatori | 10’ B. Laudrup 84’ Durie |

| Bucarest 6 dicembre 1995, ore 20:30 CET | Steaua Bucarest | 0 – 0 referto | Juventus | Stadionul Steaua (2 700 spett.)\| Arbitro: \| Gerd Grabher \| |
| Arbitro:                                | Gerd Grabher    |               |          |                                                               |

## Gruppo D
| Squadra      | P.ti | G | V | N | P | GF | GS | DR  |
| ------------ | ---- | - | - | - | - | -- | -- | --- |
| Ajax         | 16   | 6 | 5 | 1 | 0 | 15 | 1  | +14 |
| Real Madrid  | 10   | 6 | 3 | 1 | 2 | 11 | 5  | +6  |
| Ferencváros  | 5    | 6 | 1 | 2 | 3 | 9  | 19 | -10 |
| Grasshoppers | 2    | 6 | 0 | 2 | 4 | 3  | 13 | -10 |

### Prima giornata
| Arbitro: | Piero Ceccarini |

|              |           |  |
| Overmars 14’ | Marcatori |  |

| Arbitro: | Rune Pedersen |

|  |           |                             |
|  | Marcatori | 61’ Lisztes 81’, 90’ Vincze |

### Seconda giornata
| Arbitro: | Nikakis |

|                   |           |                                                           |
| Nyilas 59’ (rig.) | Marcatori | 57’, 79’ (rig.), 87’ Litmanen 67’ Kluivert 84’ F. De Boer |

| Arbitro: | Zbigniew Przesmycki |

|                   |           |  |
| Zamorano 69’, 89’ | Marcatori |  |

### Terza giornata
| Arbitro: | Adrian Porumboiu |

|                              |           |  |
| Kluivert 12’, 68’ Finidi 87’ | Marcatori |  |

| Arbitro: | Atanas Uzunov |

|                                                 |           |               |
| Raúl 24’, 25’, 84’ Zamorano 34’, 47’ Hierro 54’ | Marcatori | 63’ Kopunović |

### Quarta giornata
| Arbitro: | Paul Durkin |

|            |           |          |
| Albert 36’ | Marcatori | 73’ Raúl |

| Zurigo 1º novembre 1995, ore 20:30 CET | Grasshoppers     | 0 – 0 referto | Ajax | Hardturm (20 100 spett.)\| Arbitro: \| Nikolaj Levnikov \| |
| Arbitro:                               | Nikolaj Levnikov |               |      |                                                            |

### Quinta giornata
| Budapest 22 novembre 1995, ore 20:30 CET                                                                        | Ferencváros | 3 – 3 referto                        | Grasshoppers | Üllői út stadion |
| \| \| \| \| \| Albert 20’ Lisztes 24’ Nyilas 85’ (rig.) \| Marcatori \| 21’ Subiat 47’ Comisetti 64’ Ibrahim \| |             |                                      |              |                  |
| |             |                                      |              |                  |
| Albert 20’ Lisztes 24’ Nyilas 85’ (rig.)                                                                        | Marcatori   | 21’ Subiat 47’ Comisetti 64’ Ibrahim |              |                  |

| Arbitro: | Hellmut Krug |

|  |           |                           |
|  | Marcatori | 64’ Litmanen 76’ Kluivert |

### Sesta giornata
| Arbitro: | Ilkka Koho |

|                                               |           |  |
| Overmars 17’ R. De Boer 22’ Litmanen 62’, 66’ | Marcatori |  |

| Arbitro: | Jim McCluskey |

|  |           |                     |
|  | Marcatori | 55’ Raúl 67’ Míchel |